# Judy Nugent
Judy Ann Nugent (* 22. August 1940 in Los Angeles, Kalifornien; † 26. Oktober 2023 in  Montana) war eine US-amerikanische Schauspielerin.

## Leben
Nugent hatte ihren ersten Filmauftritt im Alter von sechs Jahren. Zusammen mit ihrer Schwester Carol spielte sie 1947 im Ginger-Rogers-Film It Had to Be You. Es folgten Auftritte in verschiedenen Fernsehserien, bis sie Mitte der 1950er Jahre Nebenrollen in größeren Filmproduktionen von Douglas Sirk erhielt, Die wunderbare Macht mit Rock Hudson und Jane Wyman sowie Es gibt immer ein Morgen mit Barbara Stanwyck und Fred MacMurray in den Hauptrollen. Ihre Schauspielkarriere neigte sich mit dem Erwachsenwerden dem Ende zu, und nach ihrer Hochzeit mit dem Schauspieler Buck Taylor zog sie sich (mit Ausnahme von zwei Cameo-Auftritten) aus dem Showgeschäft zurück. Die Ehe wurde 1983 geschieden, aus ihr gingen drei Söhne hervor, die jeweils auch ins Filmgeschäft einstiegen. Ihr Sohn Adam war mit der Schauspielerin Anne Lockhart verheiratet.
Judy Nugent starb am 26. Oktober 2023 im Alter von 83 Jahren auf ihrer Ranch in Montana.

## Filmografie (Auswahl)
- 1943: The Man from Down Under
- 1948: Spiel mit dem Tode (The Big Clock)
- 1949: Die Brut des Satans (City Across the River)
- 1949–1952: The Ruggles (Fernsehserie, 137 Folgen)
- 1951: Angels in the Outfield
- 1951: Hochzeitsparade (Here Comes the Groom)
- 1952: Die größte Schau der Welt (The Greatest Show on Earth)
- 1953: The Lone Ranger (Fernsehserie, Folge 3x37 Die Rache eines Toten)
- 1953: Down Laredo Way
- 1954: Superman – Retter in der Not (Adventures of Superman, Fernsehserie, Folge 2x26)
- 1954: Die wunderbare Macht (Magnificent Obsession)
- 1955: Es gibt immer ein Morgen (There’s Always Tomorrow)
- 1955: Lassie (Fernsehserie, Folge 2x05)
- 1956: Navy Wife
- 1957: The Girl Most Likely
- 1958: Annette (Walt Disney Presents: Annette, Fernsehserie, 14 Folgen)
- 1959: Sugarfoot (Fernsehserie, Folge 2x20)
- 1959: 77 Sunset Strip (Fernsehserie, Folge 2x12)
- 1960: Tausend Meilen Staub (Rawhide, Fernsehserie, Folge 2x18)
- 1960: High School Caesar
- 1960–1962: The Tall Man (Fernsehserie, 5 Folgen)
- 1974: Summer Run
- 1978: Beartooth
- 1980: Zwei Mädchen und die Doolin-Bande (Cattle Annie and Little Britches)